# Шихазаны (Новочелкасинское сельское поселение)
Шихаза́ны (чув. Шӑхасан) — выселок в Канашском районе Чувашской Республики.  Входит в состав Новочелкасинского сельского поселения.

## География
Находится в центральной части Чувашии, на расстоянии приблизительно 11 км по прямой на запад-северо-запад от районного центра города Канаш на правом берегу реки Поштанарка.

## История
Известен с 1923 года как хутор. В 1926 году было 19 дворов, 57 жителей, в 1939 – 163 жителя, в 1979 – 103. В 2002 году было 33 двора, в 2010 – 29  домохозяйств. В 1930 году был образован колхоз «Новая жизнь», в 2010 году действовал СХПК «Родина».

## Население
Постоянное население составляло 73 человека (чуваши 84%) в 2002 году, 62 в 2010.